# Kambiumschoner

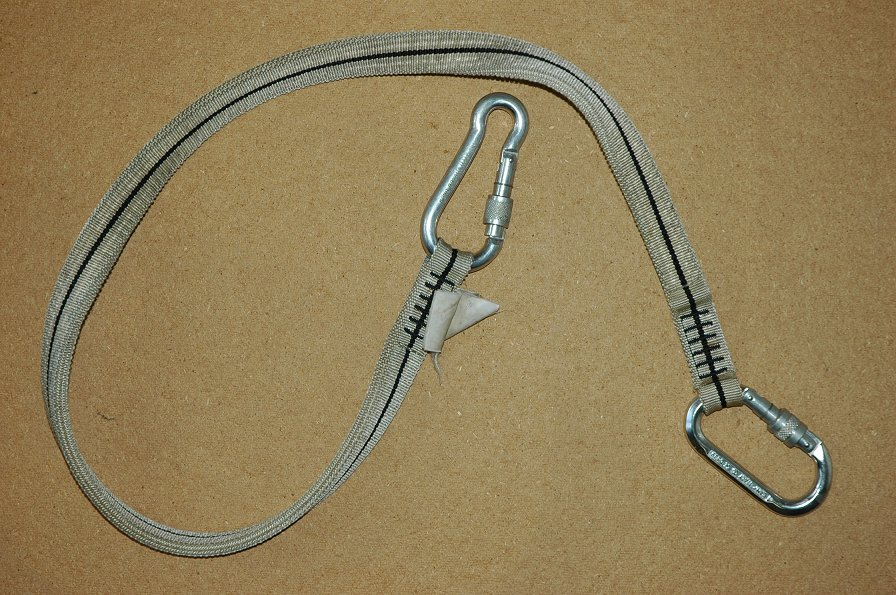
Kambiumschoner

Ein Kambiumschoner ist ein Teil der Sicherungskette, die sich in der kletternden Baumpflege als Standard etabliert hat, um das Kambium vor Abrieb und Quetschung zu schützen.
In seiner klassischen Form besteht er aus dickem Bandmaterial in Längen zwischen 80 und 180 cm, an den Enden befinden sich eingenähte Aluminiumringe, durch die dann das Kletterseil läuft. Heutzutage existieren Weiterentwicklungen mit Rolle und einstellbarer Länge, die das Klettern wesentlich komfortabler machen.
Kambiumschoner werden auch zum Anbringen einer Slackline verwendet.
Nordamerikaner bezeichnen das Gerät als friction saver (Reibungsminderer), denn die Verbindung mit den Aluminiumringen durch die das Kletterseil für den Auf- und Abstieg geführt wird, kann dessen Verschleiß durch Reibung stark reduziert werden.